# Friedrich Metzler (General)
Friedrich Nikolaus Anton Christian Metzler (* 17. Juli 1839 in Darmstadt; † 6. August 1924) war ein preußischer Generalleutnant.

## Leben
Metzler war der Sohn eines Großherzoglich Hessischen Finanz-Akzessisten und dessen Ehefrau Anna, geborene Stettmann.
Nach seiner Erziehung im elterlichen Hause sowie dem Besuch eines Privatinstituts und des Gymnasiums in seiner Heimatstadt, trat Metzler am 1. Januar 1856 als Freiwilliger in das 1. Infanterie-Regiment der Großherzoglich Hessischen Armee ein. Er avancierte bis Ende März 1859 zum Leutnant und wurde drei Monate später in die Pionier-Kompanie nach Bessungen versetzt. Metzler nahm 1866 am Krieg gegen Preußen teil und stieg zum Oberleutnant auf. Am 21. Februar 1869 erfolgte seine Versetzung nach Darmstadt in das 3. Infanterie-Regiment und Anfang Mai 1869 in das 4. Infanterie-Regiment. Bereits seit Mitte April 1869 war er zu Ausbildungszwecken zum Lehr-Infanterie-Bataillon nach Berlin kommandiert worden.
Mit der Mobilmachung anlässlich des Krieges gegen Frankreich kehrte Metzler Mitte Juli 1870 zu seinem Regiment zurück und wurde wenige Tage später zum Hauptmann befördert. Er nahm an der Schlacht bei Gravelotte, der Belagerung von Metz sowie den Kämpfen bei Noisseville,  Beaugency, Montlivault und Chambord teil. Für sein Wirken erhielt Metzler neben dem Eisernen Kreuz II. Klasse am 16. August 1871 das Militär-Verdienstkreuz.
Nach dem Friedensschluss wurde er am 31. Dezember 1871 zum Kompaniechef ernannt und zum 1. Januar 1872 unter Belassung in seiner Stellung in den Verband der Preußischen Armee übernommen. Am 25. Juli 1874 wurde er unter Versetzung in das 4. Thüringische Infanterie-Regiment Nr. 72 als Adjutant zur 7. Division kommandiert und trat Anfang Juni 1875 zum Generalkommando des IV. Armee-Korps über. Unter Belassung in diesem Kommando erfolgte Ende Januar 1878 seine Versetzung in das Colbergsche Grenadier-Regiment (2. Pommersches) Nr. 9. Mit der Beförderung zum überzähligen Major trat Metzler am 14. Mai 1878 in den Truppendienst zurück und war von Anfang Februar 1881 bis Mitte Dezember 1885 Kommandeur des Füsilier-Bataillons. Daran schloss sich als Oberstleutnant und etatmäßiger Stabsoffizier eine Verwendung im 3. Westfälischen Infanterie-Regiment Nr. 16 in Köln an. Vom 21. August bis zum 18. September 1888 war Metzler zur Vertretung des Kommandeurs zum 6. Ostpreußischen Infanterie-Regiments Nr. 43 kommandiert. Anschließend wurde er Oberst und Kommandeur dieses Regiments, bevor er am 16. Mai 1891 unter Beförderung zum Generalmajor das Kommando über die in Danzig stationierte 71. Infanterie-Brigade übernahm. In dieser Stellung erhielt er den Roten Adlerorden II. Klasse mit Eichenlaub und wurde am 14. Mai 1894 in Genehmigung seines Abschiedgesuches mit Pension und dem Charakter als Generalleutnant zur Disposition gestellt.
Er lebte nach seiner Verabschiedung in Friedenau bei Berlin.